# Aleksandr Rutskoi
Aleksandr Vladimirovitx Rutskoi (rus:Александр Владимирович Руцкой) (Proskurov, Ucraïna, 16 de setembre de 1947) és un polític rus i militar de la Unió Soviètica. Rutskoi serví com a vicepresident de Rússia del 10 de juliol de 1991 a 21 de setembre de 1993, i governador de l'óblast de Kursk de 1996 a 2000. Durant la Crisi constitucional russa de 1993, es va proclamar de facto president de Rússia, en oposició a Borís Ieltsin.

## Biografia
Es graduà a les acadèmies militars de l'aier de Barnaul i Moscou, i participà en la Guerra afganosoviètica amb la graduació de coronel. Fou ferit el 1986 i el 1988, i aquell mateix any rebé la condecoració d'Heroi de la Unió Soviètica. Això va fer que Borís Ieltsin l'escollís com a vicepresident seu a les eleccions presidencials de Rússia (1991).
Poc després se n'anà distanciant. Va donar suport en un discurs als separatistes de Transnístria el 1992 i donà suport al parlament quan a l'octubre del 1993 Ieltsin dissolgué el legislatiu. Rutskoi, que aleshores era vicepresident de la Federació Russa, fou condemnat a presó, però es beneficià d'una amnistia decretada per la Duma i sortí en llibertat al febrer del 1994. Participà en les eleccions legislatives del desembre del 1995 al capdavant de la formació Derjava, que no aconseguí cap escó. En les eleccions presidencials del juny del 1996 donà suport a la candidatura comunista de Guennadi Ziugànov. A l'octubre del 1996 fou elegit governador de l'óblast de Kursk després de guanyar les eleccions en aquesta regió, on aconseguí el 78,9% dels vots.
El seu mandat es caracteritzà pel nepotisme i la corrupció generalitzades. A les eleccions del 2000 no va presentar a la reelecció.